# Spermij
Spermiji su vrlo malene muške spolne stanice, koje na prednjem dijelu – glavici sadrže jezgru. Stražnji dio spermija čini dugačak repić koji svojim vijuganjem omogućuje kretanje spermija. Spermiji sa sjemenom tekućinom čine spermu.
Stvaraju se u testisima, u procesu spermatogeneze, koja traje 74 dana. Iz testisa odlaze u epididimis ili pasjemenik, kroz koji prolaze 11 – 12 dana i na tom putu dozrijevaju. 
Pasjemenik se sastoji od glave, tijela i repa i u njemu se može pohraniti 440 milijuna spermija, od toga polovina u repu.
Ritmičkim stezanjem sjemenovoda, dugog 30 do 35 cm, spermiji se potiskuju prema mokraćnoj cijevi.
Ulazak spermija u stražnji dio mokraćne cijevi naziva se emisija, a izbacivanje iz mokraćne cijevi ejakulacija.
Za vrijeme ejakulacije, vanjski se kružni mišić, sfinkter, opušta, a ejakulat se ritmičkim grčevima mišića međice i penisa izbacuje iz mokraćne cijevi.
U jednom izljevu sperme kod čovjeka ima oko 50 milijuna spermija na mililitar, a granica normalnog broja spermija prema Svjetskoj zdravstvenoj organizaciji je 20 milijuna po mililitru.
Spermiji izbačeni iz penisa u ženski spolni organ kreću se pomoću repića prema jajovodu. Tu se stapaju s jajnom stanicom i tako je oplode. U svakom spermiju nalazi se 23 kromosoma.